# Науру на летних Олимпийских играх 2024
Олимпийскую сборную Науру на летних Олимпийских играх 2024 года представлял 1 спортсмен. Легкоатлет Винзар Какиуэа был знаменосцем команды на церемониях открытия и закрытия Игр.

## Состав сборной
Лёгкая атлетика
1. Винзар Какиуэа[англ.]

## Результаты соревнований
Делегации Науру была выделена одна универсальная квота для участия спортсмена в соревнованиях по лёгкой атлетике. Винзар Какиуэа, один из лучших спринтеров Микронезии, представил страну в беге на дистанции 100 метров: показав в своём предварительном забеге лишь 6 место, он не смог пробиться в следующий раунд соревнований.
Мужчины
| Спортсмен      | Дисциплина   | Предварительный раунд | Предварительный раунд | Предварительный раунд | Четвертьфиналы       | Четвертьфиналы       | Четвертьфиналы       | Полуфиналы           | Полуфиналы           | Полуфиналы           | Финал                | Финал                |
| Спортсмен      | Дисциплина   | Забег                 | Время                 | Место                 | Забег                | Время                | Место                | Забег                | Время                | Место                | Время                | Место                |
| -------------- | ------------ | --------------------- | --------------------- | --------------------- | -------------------- | -------------------- | -------------------- | -------------------- | -------------------- | -------------------- | -------------------- | -------------------- |
| Винзар Какиуэа | бег на 100 м | 5                     | 11,15                 | 6                     | завершил выступление | завершил выступление | завершил выступление | завершил выступление | завершил выступление | завершил выступление | завершил выступление | завершил выступление |